# Az X Factor döntősei (hatodik évad)
A The X Factor brit tehetségkutató hatodik szériája 2009. augusztus 22-én indult az ITV-n. A 12 döntőbe került versenyzőt 4 csoportba sorolták, ezek: a 16-24 éves "Fiúk", a 16-24 éves "Lányok", a "25 év felettiek" és a "Csapatok". Minden kategóriának saját mentora van, mely a négy zsűritag valamelyike. Simon Cowell a "25 év felettiek", Dannii Minogue a "Lányok", Louis Walsh a "Csapatok" és Cheryl Cole a "Fiúk" mentora.

## Fiúk

### Lloyd Daniels
Lloyd Daniels 16 évesen a legfiatalabb versenyző a döntősök közül. Treharris-ból (Wales) érkezett és az első meghallgatásán Cheryl Cole úgy jellemezte, mint az "első ember akiben megvan az a bizonyos X-Factor az idei évben". A harmadik héten Walsh azt mondta, hogy jobb helye lenne a fiúnak egy fiú-együttesben. Az utolsó kettő között végzett a rock hét után, de a nézők megmentették, így Rachel Adadejinek kellett elhagynia a versenyt. A hatodik héten szintén az utolsó kettő között végzett, de a nézők megmentették, így helyette Jamie Archer hagyta el a versenyt.

### Rikki Loney
Rikki Loney Glasgow-ból (Skócia) jött. 2008-ban már megpróbálkozott a műsorral, de a kiképzőtábor második napján búcsúznia kellett. Loney az utolsó két legkevesebb szavazatot gyűjtő énekes között volt a verseny második hetében (2009. október 17-18) a "Respect" című dal előadása után. A zsűri döntése alapján ő esett ki a versenyből, miután a párbaj során előadta a "Flying Without Wings" című dalt és csak saját mentora szavazott rá.

### Joe McElderry
Joseph McElderry az angliai South Shields-ből érkezett. 2007-ben már megjelent az előválogatón, de túl fiatalnak érezte magát a versenyhez, így távozott. 2009-ben Manchesterben Luther Vandross "Dance With My Father" című dalával ismét megjelent a válogatáson. A döntők második hetében miután elénekelte Whitney Houston "Where Do Broken Hearts Go" című szerzeményét, Simon Cowell dicsérte mely szerint előadása "tökéletes volt minden hangra nézve". A harmadik héten Cowell azt mondta: "Bele kell törődnöm veled kapcsolatban. Bármit kapsz, te mindig felnősz a kihíváshoz." A negyedik adás után Walsh úgy gondolta, hogy Joe ott lesz a finalisták között.

## Lányok

### Rachel Adedeji
Rachel Adedeji 2008-ban már eljutott a kiképzőtáborig, de nem jutott tovább. Közeli barátja a tavalyi győztes Alexandra Burke-nek. Számtalan musicalben kapott már szerepet, többek közt a Mamma Mia! főszerepét is játszotta. A döntők során háromszor is bekerült az utolsó kettőbe, első alkalommal a Kandy Rain távozott, másodjára a zsűri mentette meg a kieséstől. A harmadik héten megmenekült a vasárnapi megmérettetéstől, ám a negyedik héten alulmaradt Lloyd Daniels-szel szemben, így a lánynak el kellett hagynia a versenyt.

### Lucie Jones
Lucie Jones Cardiff-hoz (Wales) közeli Pentyrch nevű faluból érkezett. Énektanára Louise Ryan, akinek tanítványa volt korábban Charlotte Church is. 2007-ben már jelentkezett az X-Factorra, de a zsűri nem juttatta tovább. Exbarátja beszélte rá, hogy jelentkezzen 2009-ben is, az első sikertelen kísérlet után. Az első négy héten megmenekült a vasárnapi megmérettetéstől, ám az ötödik héten nem kerülte el a kihívás. A zsűri a nézők szavazataira bízta a versenyzőket. Cowell döntése, miszerint támogatni akarja John-t és Edward-ot, teljesen ellentmond annak, amit előtte mondott a fiúkról a verseny során. Döntése hatalmas konfliktust okozott a nyilvánosság és Cowell között, hisz Cowell a negyedik héten azt mondta, hogy a duó nem tökéletes énektudás szempontjából, viszont Lucie dalválasztását feltűnően dicsérte. Mindezek után a John & Edward ellen való küzdelemben alulmaradt Lucie-nak távoznia kellett a versenyből.

### Stacey Solomon
Stacey Solomon egyedülálló édesanyja az 1 éves Zach-nek. Színművészetet tanul a London melletti Dagenham-ban.

## 25 év felettiek

### Jamie Archer
Jamie Archer (vagy becenevén Jamie Afro, a hajstílusa miatt) 34 éves bárénekes a délnyugat-londoni Putney-ból. Idén ő a legidősebb a versenyzők közül. Jelentős tapasztalatot szerzett a londoni körúton, és számtalan hangszeren játszik, főként gitáron. Első meghallgatásán a "Sex on Fire" című dalt adta elő a Kings of Leon-tól. A harmadik héten Elvis Presley "If I Can Dream" c. számát szerette volna elénekelni, de a mentora, Cowell abszolút nem értett egyet a számválasztással, és végül a U2 "Angel of Harlem" c. számát adta oda a férfinak, így Jamie-nek 24 órája volt megtanulni az új számot. Ezen a héten Walsh azzal vádolta Cowellt, hogy figyelmen kívül hagyta a szabályokat, hisz a héten a Big Band volt a fő téma. Walsh azt mondta: "Egy kicsit zavarban vagyok, mert a heti téma a Big Band volt, de te egy U2 számmal jöttél ki a színpadra. Úgy érzem, ez csalás. Én nem úsznám meg, és a lányok sem - nem értem Simon miért ússza meg." A negyedik héten, Jamie előadása után a bírók véleménye közben Walsh úgy nevezte, hogy "egy Lenny Kravitz imitátor". A hatodik héten szavazták ki. Azon a héten Lloyd Daniels-szel álltak az utolsó két helyen.

### Danyl Johnson
Danyl Johnson 27 éves Arborfield-ből. Jelenleg tánc és drámatanárként dolgozik. Korábban két fiúcsapat tagja is volt, és megjelent az X Factor korábbi válogatásain is. 2006-ban feloszlott a Streetlevel nevű bandája, amikor Danyl otthagyta őket, hogy részt vehessen az X-Factor harmadik szériájában, de akkor sajnos nem jutott tovább. Később a másik csapatában voltak konfliktusok, mert csapattársa Nick Burrage nem akart részt venni az X-Factorban.
2009-ben a meghallgatás során Simon Cowell megjegyezte, hogy "ez volt a legjobb első meghallgatás, amit valaha hallott és látott". 2009 augusztusában nyíltan felvállalta biszexualitását. Hatalmas botrányt kavart Dannii Minogue megjegyzése miután Danyl elénekelte az "And I Am Telling You I'm Not Going" című dalt: "Ha hihetünk annak amit a lapok írnak, talán nem is kell megváltoztatni a nemeket a dalban". Minogue később elnézést kért.
A második döntőn (2009. október 17.) Johnson egy még meg nem jelent és leginkább ismeretlen Whitney Houston dalt adott elő. Simon Cowell szerzett külön engedélyt, hogy Danyl elénekelhesse az "I Didn't Know My Own Strength"-t.
A harmadik héten Johnson elénekelte a "Feeling Good-ot", majd begyűjtötte a ragyogó véleményeket, egyet Walshtól is, miszerint a fiú megállíthatatlan volt. Mindazonáltal a nyilvános szavazás után Johnson az utolsó kettőben találta magát a Miss Frank-kel együtt. A nézői szavazatok alapján megmenekült a kieséstől. A negyedik héten Johnson az Aerosmith "I Don't Want to Miss a Thing" c. dalát énekelte el. Új külsővel lépett színpadra a fiú az ötödik héten, elénekelte Prince "Purple Rain" c. dalát, nagy dicséreteket kapott a zsűritől, akik megdicsérték Johnson új külsejét.

### Olly Murs
Olly Murs Witham-ből (Essex) érkezett és a Notley High School-ban végezte tanulmányait. Korábban részt vett a Deal or No Deal című televíziós műsorban. A válogatáson a "Superstition" című dalt adta elő Stevie Wonder-től, emiatt Simon Cowell megjegyezte "ez az eddigi legegyszerűbb igen amit adtam".

## Csapatok

### John & Edward
John és Edward Grimes egypetéjű ikrek az írországi Dublin-ból. John idősebb Edward-nál 10 másodperccel. Vita alakult ki amikor úgy tűnt, hogy az ikrek túléneklik a többi versenyzőt a kiképzőtáborban.

### Kandy Rain
A Kandy Rain egy lánycsapat, melynek tagjai: Azi Jegbefume, Coco Lloyd, Khatereh Dovani és Chemmane Applewhite. Korábban mindegyik lány sztriptíztáncosnőként dolgozott. Cheryl Cole és Dannii Minogue is kritizálta őket a kihívó öltözékük miatt. Az első döntőn alulmaradtak Rachel Adedeji-vel szemben.

### Miss Frank
A Miss Frank egy háromfős lánycsapat, amely a kiképzőtábor alatt jött létre: miután a zsűri nem juttatta őket tovább, mint szólóénekeseket, felajánlották annak lehetőségét, hogy csapatként folytassák tovább. A tagok: Graziella Affinita, Shar Alexandra és Shaniece Davis. A harmadik héten a Miss Frank Danyl Johnson ellen veszített, így Walsh-nak már csak egyetlen csapata maradt versenyben.

## Fordítás
Ez a szócikk részben vagy egészben  a   List of The X Factor finalists (UK series 6) című angol Wikipédia-szócikk fordításán alapul.  Az eredeti cikk szerkesztőit annak laptörténete sorolja fel. Ez a jelzés csupán a megfogalmazás eredetét és a szerzői jogokat jelzi, nem szolgál a cikkben szereplő információk forrásmegjelöléseként.